# Silvestro Mazzolini

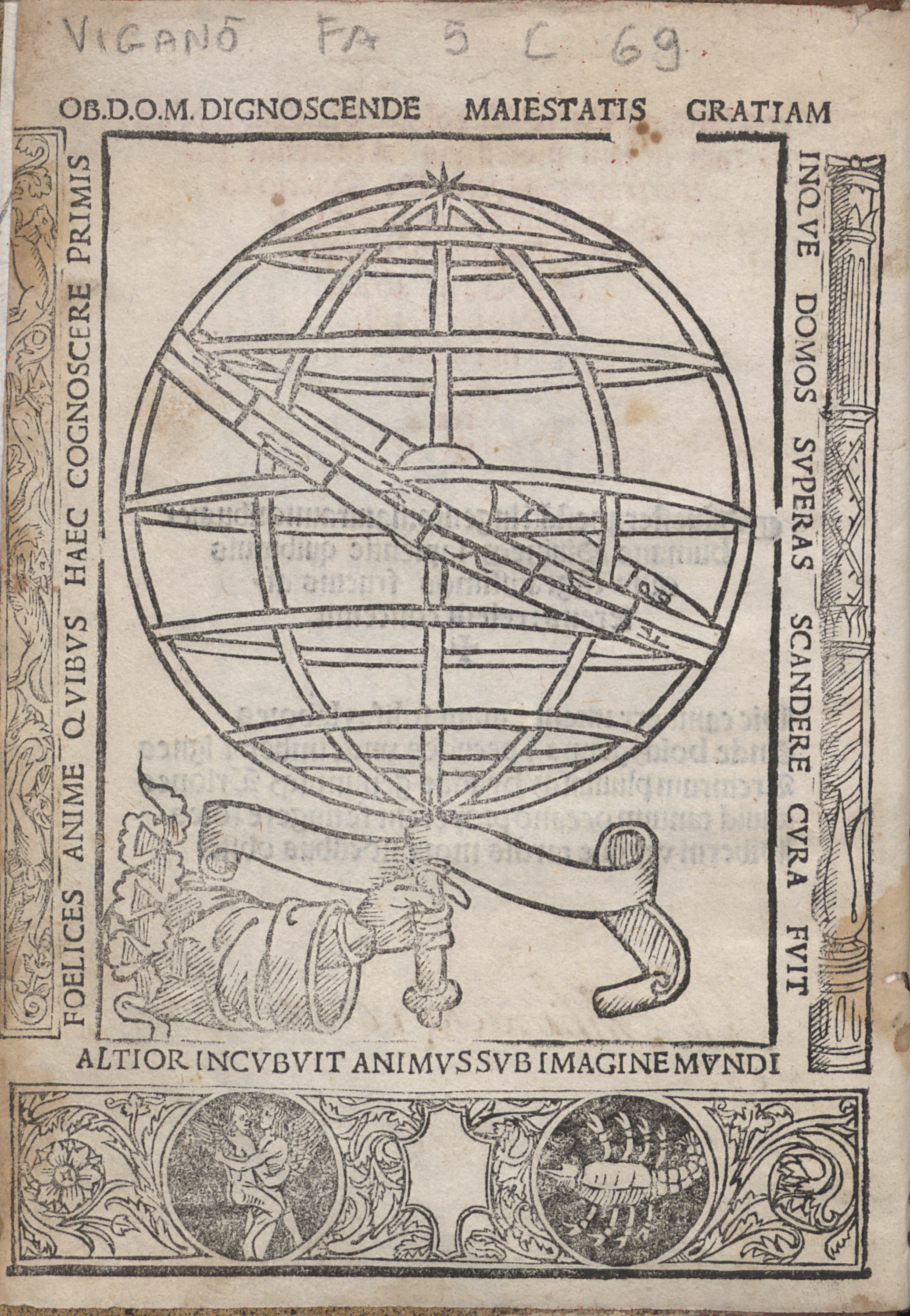
In spheram ac theoricas preclarissima commentaria

Sylvester Mazzolini, em italiano Silvestro Mazzolini da Prierio, em latim Prierias Sylvester. (Priero, Piemonte, 1456/1457 - Roma, 1523) foi um teólogo italiano.

## Biografia

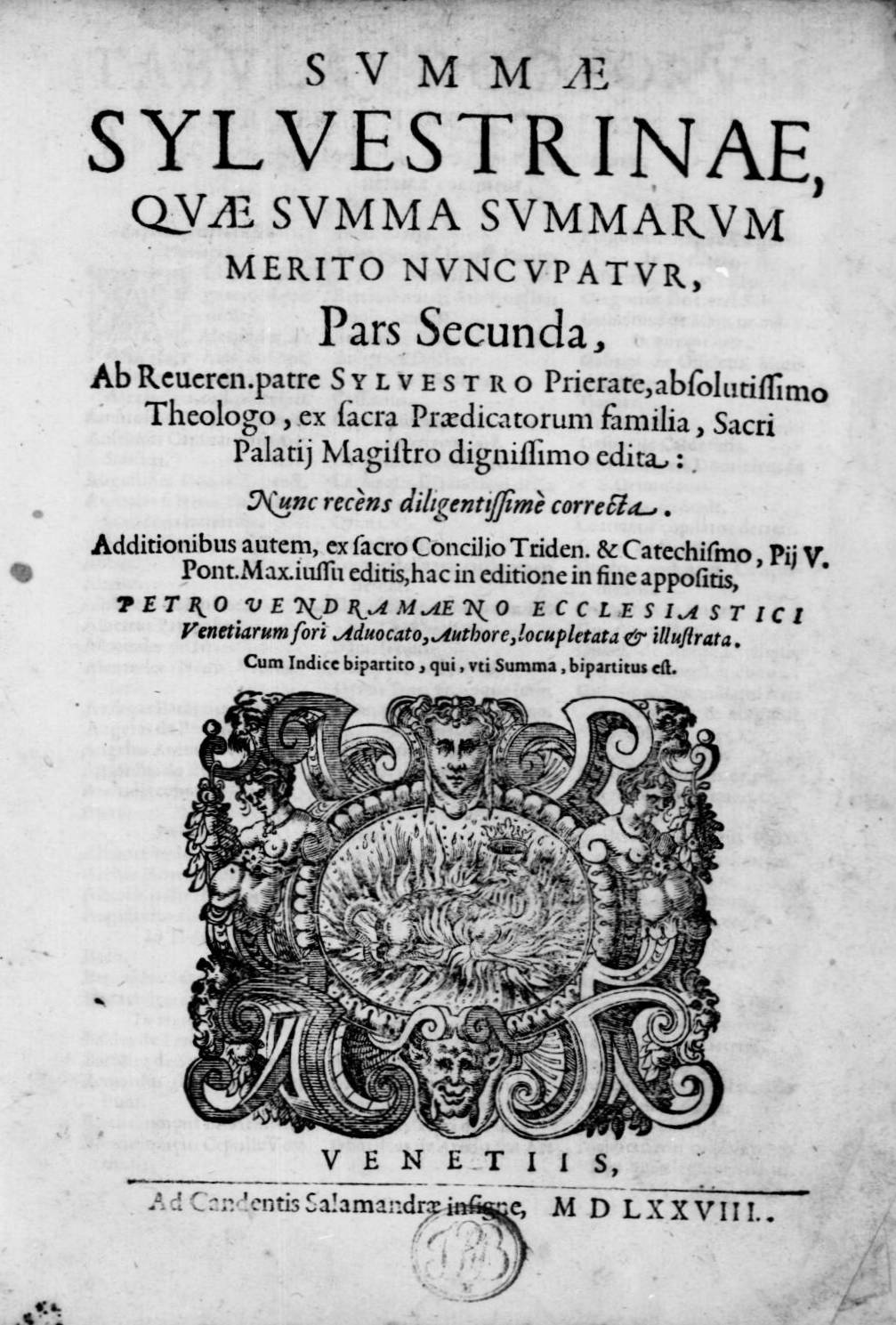
Summa summarum quae Silvestrina dicitur, 1578

Aos quinze anos, entrou na Ordem Dominicana. Através de um curso de estudos, ele ensinou teologia em Bolonha, Pavia (por convite do Senado de Veneza), e em Roma, para onde ele foi chamado por Júlio II em 1511. Em 1515, foi nomeado Mestre do Sagrado Palácio, preenchendo esse cargo até sua morte.
Seus escritos abrangem uma vasta gama, incluindo tratados sobre os planetas, o poder dos demônios, história, homilética, as obras de São Tomás de Aquino e do primado do papa. Ele é creditado como sendo o primeiro teólogo que por seus escritos atacou publicamente as doutrinas de Martinho Lutero. 